# Alexej Volkov
Alexej Volkov, celým jménem Alexej Anatoljevič Volkov (rusky Алексей Анатольевич Волков, * 5. dubna 1988, Radužnyj, Sovětský svaz, dnes Rusko), je ruský biatlonista, olympijský vítěz ze štafety ze Soči v roce 2014 a mistr světa ze stejné disciplíny na Mistrovství světa v biatlonu 2017 v rakouském Hochfilzenu.
Je také dvojnásobným stříbrným medailistou z juniorských šampionátů. Ve světovém poháru dosáhl s ruskou štafetou na šest prvních míst.

## Výsledky

### Olympijské hry a mistrovství světa
| Sezóna  | D   | Místo                | SP | SZ | HZ | IZ  | ŠT | SŠT | Věk    |
| ------- | --- | -------------------- | -- | -- | -- | --- | -- | --- | ------ |
| 2011/12 | MS  | Ruhpolding           | –  | –  | –  | 21. | –  | –   | 23 let |
| 2012/13 | MS  | Nové Město na Moravě | –  | –  | –  | 15. | –  | –   | 24 let |
| 2013/14 | ZOH | Soči                 | –  | –  | –  | 63. | 1. | –   | 25 let |
| 2014/15 | MS  | Kontiolahti          | –  | –  | –  | 9.  | 4. | –   | 26 let |
| 2015/16 | MS  | Oslo                 | –  | –  | –  | 39. | –  | –   | 27 let |
| 2016/17 | MS  | Hochfilzen           | –  | –  | –  | 11. | 1. | –   | 28 let |

Poznámka: Výsledky z mistrovství světa se započítávají do celkového hodnocení světového poháru, výsledky z olympijských her se dříve započítávaly, od olympijských her v Soči se nezapočítávají.

### Juniorská mistrovství
| Sezóna  | D   | Místo   | SP  | SZ  | IZ | ŠT | Věk    |
| ------- | --- | ------- | --- | --- | -- | -- | ------ |
| 2008/09 | MSJ | Canmore | 26. | 12. | 2. | 2. | 20 let |

### Celkové hodnocení světového poháru
- Světový pohár v biatlonu 2009/2010 – 51. místo
- Světový pohár v biatlonu 2010/2011 – 56. místo
- Světový pohár v biatlonu 2011/2012 – 38. místo
- Světový pohár v biatlonu 2012/2013 – 33. místo
- Světový pohár v biatlonu 2013/2014 – 22. místo

## Vítězství v závodech světového poháru

### Kolektivní
| Datum:             | Místo:                      | Disciplína:          |
| ------------------ | --------------------------- | -------------------- |
| 17. prosince 2011  | Hochfilzen, Rakousko        | smíšená štafeta      |
| 25. listopadu 2012 | Östersund, Švédsko          | smíšená štafeta      |
| 4. ledna 2013      | Oberhof, Německo            | štafeta              |
| 6. února 2015      | Nové Město na Moravě, Česko | smíšený závod dvojic |
| 13. prosince 2015  | Hochfilzen, Rakousko        | štafeta              |
| 18. února 2017     | Hochfilzen, Rakousko (MS)   | štafeta              |